# Episodi di Mamma a quattro ruote
Questa voce contiene trame, dettagli e crediti dei registi e degli sceneggiatori dell'unica stagione della serie televisiva Mamma a quattro ruote.
Negli Stati Uniti, la serie andò in onda sulla NBC dal 14 settembre 1965 al 5 aprile 1966. La prima visione assoluta in lingua italiana spetta alla TV Svizzera, che trasmise parte della serie nel 1971. Nel 1977, Rai 1 trasmise la serie nella fascia oraria delle 19.20.
| n° | Titolo originale                            | Titolo italiano               | Prima TV USA      | Prima TV Svizzera |
| -- | ------------------------------------------- | ----------------------------- | ----------------- | ----------------- |
| 1  | Come Honk Your Horn                         | I Crabtree                    | 14 settembre 1965 |                   |
| 2  | The De-Fenders                              |                               | 21 settembre 1965 |                   |
| 3  | What Makes Auntie Freeze                    |                               | 28 settembre 1965 |                   |
| 4  | Lassie, I Mean Mother, Come Home            |                               | 5 ottobre 1965    |                   |
| 5  | Burned at the Steak                         | La bistecca della discordia   | 12 ottobre 1965   | 14 aprile 1971    |
| 6  | I'm Through Being a Nice Guy                |                               | 19 ottobre 1965   |                   |
| 7  | Lights, Camera, Mother                      | Silenzio si gira              | 26 ottobre 1965   | 28 aprile 1971    |
| 8  | The Captain Manzini Grand Prix              | Gran prix                     | 2 novembre 1965   | 5 maggio 1971     |
| 9  | TV or Not TV                                | TV o non TV                   | 9 novembre 1965   |                   |
| 10 | My Son, the Ventriloquist                   | Il ventriloquo                | 16 novembre 1965  | 26 maggio 1971    |
| 11 | My Son, the Judge                           | Mio figlio il giudice         | 23 novembre 1965  | 30 giugno 1971    |
| 12 | And Leave the Drive-In to Us                | Cinema che passione           | 30 novembre 1965  | 7 luglio 1971     |
| 13 | For Whom the Horn Honks                     | Per chi suona il clacson      | 7 dicembre 1965   | 17 novembre 1971  |
| 14 | Hey Lady, Your Slip Isn't Showing           |                               | 14 dicembre 1965  |                   |
| 15 | Many Happy No-Returns                       | Tanti auguri buon Natale      | 21 dicembre 1965  | 24 dicembre 1971  |
| 16 | Shine On, Shine On, Honeymoon               | Partenza per la luna di miele | 28 dicembre 1965  | 21 luglio 1971    |
| 17 | I Remember Mama, Why Can't You Remember Me? | Mamma perché mi rinneghi?     | 4 gennaio 1966    |                   |
| 18 | Goldporter                                  |                               | 11 gennaio 1966   |                   |
| 19 | The Incredible Shrinking Car                | La Porter non c'è più         | 18 gennaio 1966   |                   |
| 20 | I'd Rather Do It Myself, Mother             |                               | 25 gennaio 1966   |                   |
| 21 | You Can't Get There from Here               | È scaduta la patente          | 1 febbraio 1966   | 1 settembre 1971  |
| 22 | A Riddler on the Roof                       |                               | 8 febbraio 1966   |                   |
| 23 | My Son, the Criminal                        | Mio figlio matricida          | 15 febbraio 1966  | 15 settembre 1971 |
| 24 | An Unreasonable Facsimile                   | Il sosia                      | 22 febbraio 1966  | 22 settembre 1971 |
| 25 | Over the Hill to the Junkyard               | Cimitero per auto             | 1 marzo 1966      | 20 ottobre 1971   |
| 26 | It Might as Well Be Spring as Not           |                               | 8 marzo 1966      |                   |
| 27 | Absorba the Greek                           | Absorba il Greco              | 15 marzo 1966     | 6 ottobre 1971    |
| 28 | The Blabbermouth                            | Il chiacchierone              | 22 marzo 1966     | 13 ottobre 1971   |
| 29 | When You Wish Upon a Car                    | La macchina di Aladino        | 29 marzo 1966     | 29 settembre 1971 |
| 30 | Desperate Minutes                           | Ore disperate                 | 5 aprile 1966     | 27 ottobre 1971   |